# 워런 E. 버거
워런 얼 버거(Warren Earl Burger, 1907년 9월 17일 ~ 1995년 6월 25일)는 1969년에서 1986년까지 미국의 연방대법원장이었다. 버거는 보수적이었고 완고한 해석자로 간주되었지만, 그의 임기 내에 임신 중절과 사형, 학교의 인종 분리 등에 대하여 사회에 변화를 일으키는 여러 결정을 내렸다.

## 어린 시절
버거는 미네소타주에 있는 세인트폴에서 태어났다. 그가 태어난 가정은 자녀가 일곱 명 있었다. 그의 부모는 독일어를 사용하는 스위스인(Swiss German)의 후손이었다. 그의 할아버지인 조셉 버거는 스위스에서 미국으로 이민을 온 사람이었고, 그는 열 네살 때 연합군에 가담하였다. 조셉 버거는 남북전쟁에 참전하여 부상을 입었으며, 훈장을 받았다.
워런 버거는 세인트폴 변두리에서 가까운 가족 농장에서 성장하였다. 그는 세인트폴에 있는 존슨 시니어 고등학교에 다녔고, 그 학교에서 학생회장을 지냈다. 그는 하키, 축구, 경마, 수영에 뛰어났다. 고등학교를 다니면서, 그는 지역 신문에 고등학교 스포츠 기사를 썼다. 그는 학교를 1925년에 졸업했다.
같은 해에 버거는 지금도 미시시피 강을 가로지르고 있는 로버트 스트리트 다리를 건설하는 곳에서 일했다. 공사 과정에서 다리 아래 강물에 추락사할 것을 염려한 그는, 추락하는 사람이 붙잡을 수 있는 시설물을 설치해달라고 요구했으나 현장 감독은 거절하였다. 나중에 그는 고향 마을에 돌아올 때마다 마중나오는 사람을 만나는 장소를 다리 위로 정했다.

## 학력과 이력
버거는 상호 생명 보험을 파는 일을 하면서, 미네소타 대학의 야간학교를 다녔다. 이후에 그는 윌리엄 미첼 로스쿨(나중에 세인트폴 로스쿨이 됨)에 등록했고, 그 곳에서 1931년에 마그나 쿰 라우데급으로 법학 학사(LL.B.) 학위를 취득하였다. 그는 처음에 샘 비글라리가 소유했었던 보엔센, 오티스와 페러리시 회사에 취직했다. 1937년에 버거는 세인트 폴 청년상공회의소의 제 8대 의장으로 일하게 되었다. 그는 또한 윌리엄 미첼 법과대학에서 12년간 가르쳤다.

## 정치
그의 정치 인생은 별다른 사건 없이 평범하게 시작되었지만, 그는 곧 미국 연방에서 주목받게 되었다. 그는 1948년에 미네소타주 주지사 해롤드 E. 스타센(Harold E. Stassen)이 공화당 대통령 후보가 되는 것을 후원했지만, 해롤드는 경선에서 실패하였다. 1952년에 열린 공화당 전당대회에서 버거는 드와이트 D. 아이젠하워가 미네소타주 대의원의 표몰이에 힘입어 공화당 후보가 되는 데 중요한 역할을 감당했다. 아이젠하워가 대통령에 당선된 후에, 대통령 아이젠하워는 버거를 미국 법무부의 연방 시민 정의부서에서 일하는 검사보로 임명하였다.
검사보가 된 후, 그는 첫 변호를 연방대법원에서 하게 되었다. 그가 맡은 사건에는 정부에서 고문(consultant)을 맡고 있는 예일대학교 교수인 존 피터스가 연루되어 있었다. 피터스는 고위직에서 면직되었었다. 연방 대법원에 미국 정부를 상대로 제기된 소송에서는, 항상 법무 차관이 미 연방 정부 쪽의 변론을 담당하곤 했지만, 당시 법무차관은 소송의 변론을 거부하였다. 버거는 소송에서 패했다. 얼마 지나지 않아서 버거는 텍사스 배 폭발 사태로 인해 제기 된 소송에서 미국 정부를 변호하는 소송에 모습을 드러냈고, 1947년의 미국연방불법행위청구법에서 정책 수립에 대한 직무태만을 이유로 하는 소송을 인정하지 않고 있다는 점을 성공적으로 변론하였다. 미 연방정보는 소송에서 승소하였다(Dalehite, et al., vs. United States 346 U.S. 15 (1953)). 1956년에 아이젠하워는 그를 미국 연방 항소 법원의 컬럼비아 순회 지원에 판사로 임명하였다. 그는 항소법원에서 13년간 일했다.

## 국가적인 주목

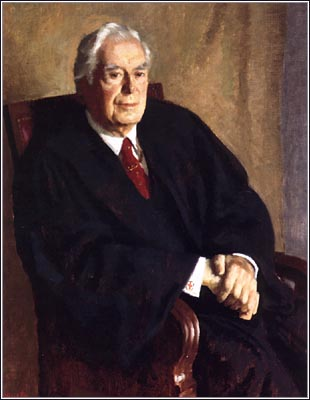
버거의 초상화

1968년에 대법원장 얼 워런은 15년간 재직한 후에 후계자 지명을 효율적으로 하기 위해서 은퇴하겠다고 발표했다. 당시 미국 대통령이었던 린든 B. 존슨은, 미국 연방 대법원 판사인 에이브 포타스(Abe Fortas)를 대법원장으로 지명하였다. 그러나 상원에서는 의사 진행 방해(filibuster)를 하면서 포타스의 인준을 막았다. 존슨의 대통령 임기가 다른 사람을 대법원장으로 지명하기 전에 끝나버렸기 때문에, 워런은 여전히 대법원장 자리에 남아있을 수밖에 없었다.
다음해인 1969년 대통령이 된 리처드 M. 닉슨은 버거를 대법원장으로 지명하였다. 리처드 닉슨은 "U.S. 뉴스 앤 월드 리포트" 잡지에 버거가 1967년에 한 연설문을 읽고 버거의 이름을 기억하게 되었다. 버거는 리폰 대학에서 한 강연에서 미국의 사법체계를 노르웨이, 스웨덴, 덴마크와 비교하였다.
| “ | 저는 북유럽 국가들이 개인과 인권에 관한 가치에 대해 미국을 계몽시킨다고 말씀 드리며 저의 말에 누구도 문제 삼을 수 없으리라 확신합니다. 이러한 나라들은 미국 헌법 수정 제 5조와 같은 장치를 사용하지 않아도, 기소된 사람에게 증언을 요구하지 않습니다. 그들은 신속하고 효율적이며 직접적으로 기소 사항이 죄를 범한 것인지 아닌지를 질문합니다. 피의자가 재판을 받기 전부터 재판이 끝날 때까지 보호를 위해 오랜 시간동안 고통을 겪는 나라는 지구상에 우리밖에 없습니다. | ” |

이런 발언 때문에, 버거는 대법원장 워런을 비판하는 인물이자, 미국 헌법에 대한 문자적이며 문언맹신적 법해석론(Strict constructionism)의 지지자로 알려졌다. 이런 생각에 닉슨은 동의했으며 그 결과 버거는 대법원장에 지명될 수 있었다. 미국 상원은 1969년 6월 23일에 버거를 워런의 후임자이자 새로운 대법원장으로 인준했다. 이미 닉슨은 대통령 후보 시절에 선거운동을 하면서, 자신이 문언맹신적 법해석자를 대법원장에 임명하겠다고 약속했다.
닉슨 전 대통령의 기억에 따르면, 그는 1970년 봄에 버거 판사를 만나서 만약에 캄보디아 침공이 참을 수 없을 정도로 좋지 않은 정치적 파장을 불러 일으킨다면 1972년 대통령 선거에 자신을 대신해서 출마할 준비를 하라고 부탁했다. 1971년에서 1973년 사이에, 버거는 부통령 스피로 애그뉴(Spiro Agnew)를 대신할 닉슨의 부통령 후보 명단에 존 코널리(John Connally), 로널드 레이건, 넬슨 록펠러와 함께 들어있었다.

## 대법원장
연방 대법원은 스완vs샬롯-메클렌부르크 교육위원회(Swann v. Charlotte-Mecklenburg Board of Education)(1971)소송에 대해, 버스에서 인종 차별을 폐지하는(desegregation busing) 판결을 만장일치로 선고하여 학교에서 "사실상"(de facto)의 인종 차별을 약화시키는 것을 지원하였다. "연방 정부vs지방 법원"(United States v. U.S. District Court) (1972)소송에서 버거 법원은, 국내 감시에 관해 미국 헌법 수정 제 4조의 요구와 정당한 수색을 무효화시키고 싶어 했던 리처드 닉슨 행정부의 소망에 반대하면서, 다시 한 번 만장일치 판결을 내렸다.